# Palais Juliusz Heinzl
Le palais Juliusz Heinzl (prononciation polonaise : [juliuʂ xɛinzl]), qui abrite l'hôtel de ville de Łódź, est un palais de Juliusz Heinzl, situé à Łódź, en Pologne.

## Histoire

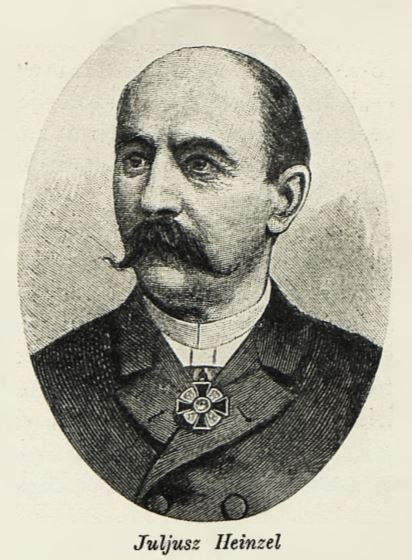
Juliusz Heinzel, baron de Hohenfels (1834-1895)

C'est la première des trois résidences de Heinzl, sa construction a été achevée en 1882 par Hilary Majewski et Otto Gehlig. Le palais était situé à côté d'une usine de produits lainiers, juste en face des bâtiments de l'usine, s'étendant dans la propriété. Il a été construit dans un style éclectique avec une prédominance d'éléments faisant référence à la Renaissance berlinoise. Le palais se composait d'un corps principal de trois étages et d'ailes latérales inférieures, et de deux pavillons terminés par des tours, séparés du palais par une grille décorative. Au fil des ans, il a subi des modifications et des reconstructions,.

### Juliusz Heinzl
La famille Heinzel est probablement arrivée à Łódź depuis la Tchéquie ou la Basse-Silésie dans les années 1830. En 1864, Heinzel créa son propre atelier de tissage mécanique pour les articles en laine. En quelques années (vers 1874), il devint le roi de la laine, possédant le plus grand complexe de production du Royaume de Pologne produisant des produits en laine et demi-laine.

## Utilisation moderne
Au XXIe siècle, le palais, intégré aux bâtiments de l'usine, a été transformé en bureaux, sert de siège au bureau provincial et à la ville de Łódź.
En 1999, un monument à Julian Tuwim de Wojciech Gryniewicz a été dévoilé devant le palais. L'édifice est inscrit au registre des monuments classés depuis le 20 janvier 1971.

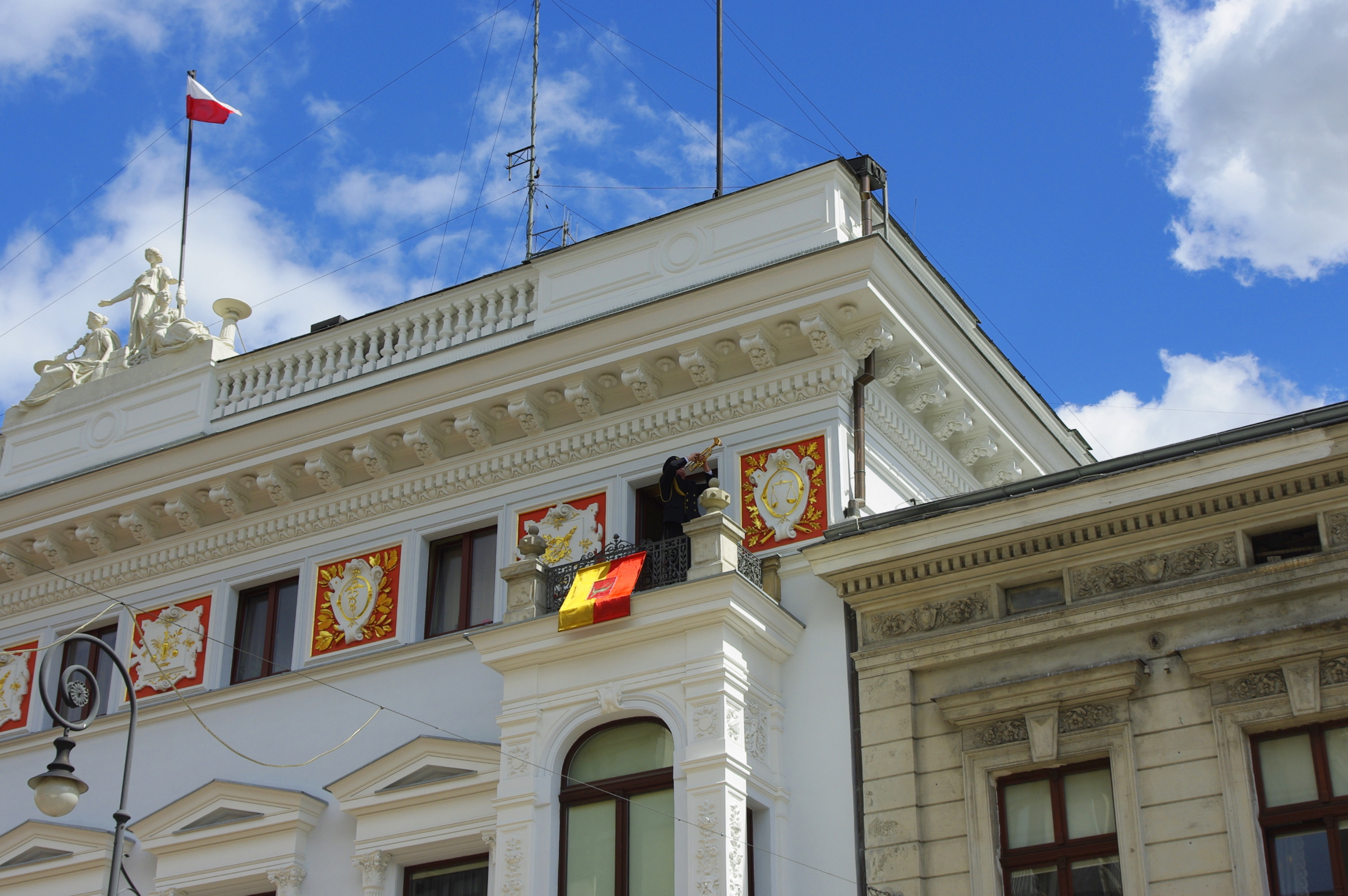
Trompettiste jouant Hejnał, 13 mai 2009